# Schüsselkarspitze
Die Schüsselkarspitze ist ein nach deutscher Vermessung 2553 m ü. NHN, nach österreichischer Vermessung 2555 m ü. A. hoher Berg am Hauptkamm des Wettersteingebirges auf der Staatsgrenze zwischen Österreich (Bundesland Tirol) und Deutschland (Bundesland Bayern). Sie ist einer der bekanntesten Kletterberge der Nördlichen Kalkalpen.

## Lage und Beschreibung
Die Schüsselkarspitze ist ein Gipfel des Wettersteingebirges. Sie liegt zwischen den höheren Gipfeln der Leutascher Dreitorspitze im Osten und der Scharnitzspitze im Westen. Sie ist von der Scharnitzspitze durch die westliche Wangscharte getrennt, wobei zwischen Wangscharte und Schüsselkarspitze noch der schwach ausgeprägte Westgratturm liegt. Ein stark gegliederter Grat zieht von der Schüsselkarspitze nach Osten zur Leutascher Dreitorspitze, dessen tiefste Stelle etwa 70 m unter der Schüsselkarspitze liegt. Nördlich liegt das Tal der Partnach und südlich das der Leutascher Ache. Sie ist einer der Gipfel, die das Oberreintal im Süden abschließen.
Die Schüsselkarspitze ist ein bekannter Kletterberg in den Nördlichen Kalkalpen. Ihre Besteigung durch Wanderer und Hochtourengeher ist nicht möglich. Eine Vielzahl anspruchsvoller Kletterrouten führt insbesondere durch die gewaltigen, bis 350 m hohen Plattenfluchten der Südwand. Erst viel später wurden einzelne, auch schwierige, alpine Kletterrouten in der 500 m hohen Nordwand erschlossen. Falls über eine Route nicht abgeseilt werden kann, ist der Abstieg lang und kompliziert.
Im Gipfelbereich der Schüsselkarspitze befindet sich das fest installierte Schüsselkar-Biwak – eine Biwakschachtel, die Kletterern in Notfällen Zuflucht bietet.

## Erschließung und Zugang
Talorte sind Garmisch-Partenkirchen, Leutasch und Mittenwald, diese sind die Ausgangsorte für die Besteigung des Gipfels und der Klettertouren.
Es gibt um die Schüsselkarspitze mehrere Schutzhütten, die als Ausgangspunkt dienen können:
- südlich: Wangalm (1751 m) im Scharnitztal;[6] privat geführt, von Leutasch aus zugänglich.
- südlich: Wettersteinhütte (1717 m) im Scharnitztal, unterhalb der Wangalm;[7] privat geführt, Zugang von Leutasch aus.
- nördlich: Oberreintalhütte (1532 m) im Oberreintalkar.

## Alpinismus
An der Schüsselkarspitze wird seit über 130 Jahren Alpingeschichte geschrieben. Die Erstbesteigung der Schüsselkarspitze gelang im Jahr 1894 Heinrich Moser und Oscar Schuster über die Nordflanke. Bis dahin galt der Gipfel infolge einiger missglückter Versuche als unbesteigbar. Diesen Nimbus hatte auch lange Zeit die bis 350 m hohe Südwand.
Fichtel-Herzog, 1913: Nachdem Hans Dülfer 1912 die Fleischbank Ostwand im Wilden Kaiser durchstiegen hatte, versuchte sich die damalige Kletterelite an der Schüsselkarspitze Südwand; Hans Dülfer, Tita Piaz, Paul Preuß, Toni Schmid und Otto Herzog waren dabei. Schließlich waren es Otto Herzog und Hans Fiechtl die am 1. Oktober 1913 den Gipfel durch die Südwand in zwei Tagen erreichten; mit einem Biwak und trotz Neuschnees. Sie suchten ihren Weg entlang der leichtesten, logischen Linie und machten einen z. T. frei hängenden Pendelquergang.
Südost Wand, 1934: Noch war der Plattenpanzer der Schüsselkarspitze an ihrer höchsten Stelle nicht durchstiegen. Dies gelang 1935 Rudolf Peters und Rudolf Haringer am 25. und 26. Juni 1934 mit einem Biwak und viel kühner Freikletterei. Wieder war eine für lange als unbesteigbar geltende Wand „gefallen“.
Direkte Südwand, 1939: Noch immer gab es keinen direkten Weg durch die Südwand, Fiechtl und Herzog hatten den überhängenden, zentralen Wandteil elegant umgangen. Dieser zentrale Wandteil wurde 1939 von Peter Aschenbrenner und Kuno Rainer angegangen. Sie stiegen vor dem 8-Meter Wandl der „Fiechtl-Herzog“ entlang eines Risssystems gerade empor, mitten in die überhängende Wandzone hinein. Durch den Rainer-Riss erreichten sie ohne technische Hilfsmittel eine große Höhle, aus der ein überraschend leichter Ausstieg nach links leitet. Nun waren die großen Wandprobleme der Schüsselkarspitze gelöst.
Bayrischer Traum, 1980: Josef Heinl und Albert Gilgenrainer eröffneten mit viel Materialaufwand, etlichen Bohrhaken und Fixseilen nach mehreren Tagen Erschließungsarbeit am 10. August 1980 eine der ersten Routen im 8. Schwierigkeitsgrad in den Alpen. Als Schlüsselstellen gelten eine 40 m hohe, selbst abzusichernde Piazschuppe sowie der ansteigende Quergang der 7. Seillänge. Kurt Albert führte schon im September desselben Jahres die erste freie Begehung durch.
Locker vom Hocker, 1981: Nur ein Jahr später eröffneten am 31. Juli 1981 Wolfgang Güllich und Kurt Albert in einem ganz anderen Stil diese ebenso schwere Route. Es gibt hier aber nur wenige fixe Sicherungen, d. h. die Kletterei ist mit mobilen Sicherungsmitteln selbst abzusichern. Locker vom Hocker ist eine der ernsten, alpinen Routen dieser Schwierigkeit und einer der ganz großen Klassiker der Nordalpen, die das Kletterniveau von 1981 deutlich macht.
Wandertag, 2011: 30 Jahre hat es gedauer bis Andi Schaumann und Martin Oswald im typischen „Oberreintalstil“ eine Route durch die abweisende Nordwand der Schüsselkarspitze legten. Die schweren Stellen (7+) sind gut gesichert, im 5. und 6. Schwierigkeitsgrad weist die Route aber weite Hakenabstände auf.

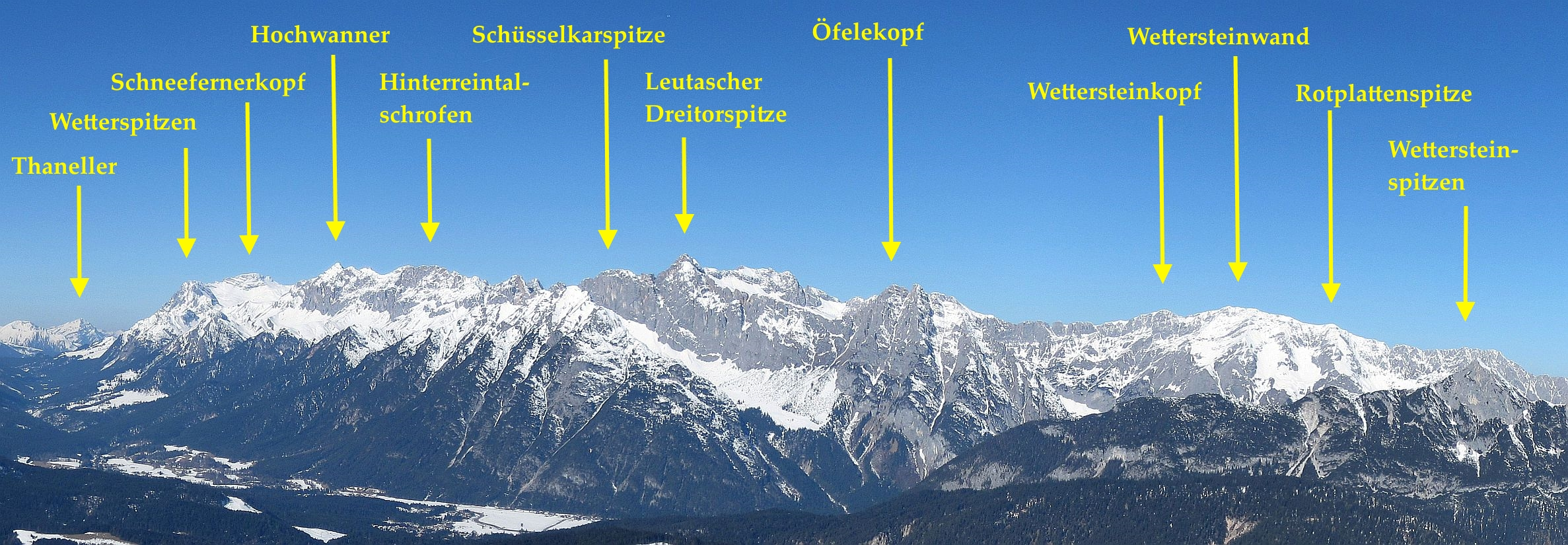
Die Schüsselkarspitze im Wetterstein-Hauptkamm